# Бак-Медоус (Каліфорнія)
Бак-Медоус (англ. Buck Meadows) — переписна місцевість (CDP) в США, в окрузі Маріпоса штату Каліфорнія. Населення — 21 особа (2020).

## Географія
Бак-Медоус розташований за координатами 37°48′45″ пн. ш. 120°3′55″ зх. д. / 37.81250° пн. ш. 120.06528° зх. д. (37.812610, -120.065303).  За даними Бюро перепису населення США в 2010 році переписна місцевість мала площу 4,51 км², уся площа — суходіл.

## Демографія
Згідно з переписом 2010 року, у переписній місцевості мешкала 31 особа в 15 домогосподарствах у складі 7 родин. Густота населення становила 7 осіб/км².  Було 37 помешкань (8/км²).
Расовий склад населення:
| - 74,2 % — білих - 16,1 % — осіб інших рас |

До двох чи більше рас належало 9,7 %. Частка іспаномовних становила 22,6 % від усіх жителів.
За віковим діапазоном населення розподілялося таким чином: 22,6 % — особи молодші 18 років, 54,8 % — особи у віці 18—64 років, 22,6 % — особи у віці 65 років та старші. Медіана віку мешканця становила 44,5 року. На 100 осіб жіночої статі у переписній місцевості припадало 210,0 чоловіків;  на 100 жінок у віці від 18 років та старших — 200,0 чоловіків також старших 18 років.
Цивільне працевлаштоване населення становило 44 особи. Основні галузі зайнятості: мистецтво, розваги та відпочинок — 100,0 %.